# USS LST-550
O USS LST-550 foi um navio de guerra norte-americano da classe LST que operou durante a Segunda Guerra Mundial.